# Орден Меча (Кіпр)
Орден Меча (фр. Ordre de l'Épée) також Орден Мовчання або Орден Кіпру — лицарський орден Кіпрського королівств, заснований близько 1347 року королем Петром I з метою відвоювання Єрусалимського королівства. Великим магістром був король Єрусалиму (титулярний), що був також і королем Кіпру. Лицарі Гробу Господнього, які присягнули королю королю Кіпру, також були включені до Ордену Меча.

## Історія
Існує легенда, що орден було засновано ще Гвідо де Лузіньяном. Коли християнські війська вийшли з Палестини, серед них, як кажуть, було 300 членів ордену Меча. Так, у день свята Вознесіння 1193, в соборі Нікосії, присвяченому Святій Софії, Гі Лузіньян, Великий Консул Королівства Кіпр і король Єрусалиму з 300 феодалами та баронами різних національностей, але переважно французів, заснували Королівський орден Кіпру з метою відновлення суверенітету над Єрусалимом.
Члени ордену зобов'язувались захищати віру та Королівство, а також об’єднати місцеве населення навколо католицької церкви. Також лицарі ордену були зобов'язані зберігати вірність справам ордена і держави. Вони повинні були підтримувати вдів і сиріт своїх членів, а в разі хрестового походу підтримувати короля Кіпру та фінансово надавати можливість іншим хрестоносцям здійснювати подорож. Імператор Фрідріх III був членом ордену. Урочистим днем було Вознесіння Господнє.
Розвиваючись, Кіпрське королівство запрошувало до себе французьких, італійських та німецьких шляхтичів, які вступали до Королівського лицарського ордену Кіпру. 1347 року король Петро I відновив (заснував) Орден Меча, коли планував свій похід для відвоювання Єрусалимського королівства.
Знак Ордену складався зі щита, в який вплетені літери S і R. На ньому висів золотий, покритий білою емаллю овальний медальйон із зображенням срібного меча із золотим руків'ям та девізом ордена Securitas Regni (Безпека Королівства).
Орден вимер під час завоюванням Кіпру османами у 1570/71 роках.